# Гибсон, Эдвард
Эдвард Джордж Гибсон (англ. Edward George Gibson) — бывший астронавт НАСА, американский пилот, инженер и физик. Совершил один космический полёт — в качестве научного сотрудника на космическом корабле «Скайлэб-4», в 1974 году установил рекорд пребывания и работы в космосе — 84 дня на орбитальной станции «Скайлэб», совершил три выхода в открытый космос.

## Рождение и образование
Родился 8 ноября 1936 года в городе Буффало, штат Нью-Йорк. Окончил среднюю школу в городе Кенмор, штат Нью-Йорк. В 1959 году окончил Университет Рочестера и получил степень бакалавра наук в области машиностроения. В 1960 году в Калифорнийском технологическом институте получил степень магистра наук в области машиностроения, а в 1964 году там же защитил диссертацию и получил степень доктора наук в области машиностроения и физики.

## Профессиональная деятельность
Начал заниматься научно-исследовательской работой в 1959 году, работая в лаборатории реактивного движения и физики Калифорнийского технологического института. До зачисления в отряд астронавтов НАСА был сотрудником Лаборатории прикладных исследований корпорации «Филко» (Philco) в Ньюпорт-Бич в Калифорнии.

## Космическая подготовка
27 июня 1965 года был одним из шести учёных, зачисленных в отряд астронавтов НАСА во время 4-го набора. 29 июля 1965 года приступил к лётной подготовке на самолёте T-38 на авиабазе Уилльямс в Аризоне, которую завершил в 1966 году, получив квалификацию пилота реактивных самолётов. Общий налёт составляет около 4 300 часов, из них 2 270 часов на реактивных самолётах. Входил в группу поддержки экипажа космического корабля «Аполлон-12», во время полёта корабля работал сменным оператором связи в Центре управления полётом в Хьюстоне. Участвовал в разработке и испытаниях различных элементов станции Скайлэб. Был назначен в основной экипаж третьей экспедиции на орбитальную станцию Скайлэб (программа SL-4) в качестве научного сотрудника. Первоначально программа полёта была рассчитана на 56 суток, но затем она была доведена до 84 дней.

## Космический полёт
- Скайлэб-4[3], с 16 ноября 1973 года по 8 февраля 1974 года в качестве научного сотрудника третьей экспедиции на станцию Скайлэб. Во время полёта выполнил три выхода в открытый космос: 22.11.1973 — продолжительностью 6 часов 33 минуты; 29.12.1973 — продолжительностью 3 часа 29 минут и 03.02.1974 — продолжительностью 5 часа 19 минут. Продолжительность полёта составила 84 дня 1 час[4].

Помимо огромного количества полученных экспедицией научных материалов, этот экипаж «отличился» ещё и тем, что первым в истории космонавтики встретил на орбите Новый год (в ночь с 31 декабря 1973 года на 1 января 1974 года), а также 28 декабря устроил мятеж на орбите.
Продолжительность работ в открытом космосе — 15 часов 21 минуту. Продолжительность полёта — 84 дня 1 час 15 минут. Ушёл из отряда астронавтов в июне 1977 года.

## После ухода из НАСА
После ухода из НАСА в 1974 году перешёл на должность старшего научного сотрудника «Aerospace Corporation» в Лос-Анджелесе, где, помимо прочего, занимался анализом данных о солнечной активности, полученных со станции «Скайлэб». В 1976—1977 годах работал научным консультантом в Западной Германии, участвуя в создании орбитальной лаборатории «Скайлэб». В марте 1977 года вернулся на работу в НАСА, и до ноября 1980 года работал руководителем научной подготовки кандидатов в астронавты. После окончательного ухода из НАСА несколько лет работал в компании Booz Allen Hamilton. В октябре 1990 года основал свою собственную консалтинговую компанию Gibson International Corp.
В 1973 году Гибсон написал книгу «The Quiet Sun», в которой в популярной форме изложены результаты многолетних исследований солнечной активности. В 1977 году в московском книгоиздательстве «Мир» эта книга вышла на русском языке под названием «Спокойное Солнце» в переводе Н. Б. Егоровой.

## Награды
Медаль «За выдающуюся службу» (НАСА) (1974) награждён лично Президентом Ричардом Никсоном, Медаль «За космический полёт», его имя внесено в Зал славы американских астронавтов.

## Семья
Жена — Джули Энн Фолк. У них четверо детей. Дочь Джаннет Линн (1960.11.09), сын Джон Эдвард (1964.05.02), дочь Джули Энн (1968.10.12) и сын Джозеф Майкл (1971.07.11). Увлечения: плавание, бег на длинные дистанции, мотоспорт и фотография.

## Книги
- Гибсон Э. Спокойное солнце / Э. Гибсон ; Пер. с англ. Н.Б. Егоровой Под ред. Э.В. Кононовича. - Москва : Мир, 1977. - 408 с
- Gibson, Edward G. Reach: a novel. — New York : Doubleday, 1989. — ISBN 978-0-385-26150-0.
- Gibson, Edward G. In the wrong hands. — New York : Bantam, 1992. — ISBN 978-0-553-29567-2.